# Elecciones presidenciales de Montenegro de 2018
Las elecciones presidenciales de Montenegro de 2018 fueron realizadas el 15 de abril de 2018.

## Sistema electoral
El presidente de Montenegro se elige utilizando el sistema de dos rondas; si ningún candidato recibe la mayoría de los votos en la primera ronda, se realizará una segunda vuelta dos semanas después. Para presentar su candidatura a la Comisión Electoral Estatal, los candidatos potenciales deben recopilar 7700 firmas.

## Candidatos
El actual presidente Filip Vujanović  no es elegible para la reelección, ya que ha cumplido un período único como presidente.
| N.º | Candidatos          | Partido       |
| --- | ------------------- | ------------- |
| 1.  | Marko Milačić       | Prava         |
| 2.  | Mladen Bojanić      | Independiente |
| 3.  | Hazbija Kalač       | SPP           |
| 4.  | Vasilije Miličković | Independiente |
| 5.  | Dobrilo Dedeić      | Lista Serbia  |
| 6.  | Draginja Vuksanović | SDP           |
| 7.  | Milo Đukanović      | DPS           |

## Encuestas
| Fecha | Encuestadora | Đukanović           | Bojanić | Vuksanović | Milačić | Otros | Ventaja |     |     |   |      |
| ----- | ------------ | ------------------- | ------- | ---------- | ------- | ----- | ------- | --- | --- | - | ---- |
| Fecha | Encuestadora | 29 de marzo de 2018 | CeDem   | 50.6       | 35.5    | Otros | Ventaja | 7.9 | 2.9 | 3 | 15.1 |

## Resultados
| Candidato                                                        | Candidato                          | Partido                                               | Votos   | %     |
| ---------------------------------------------------------------- | ---------------------------------- | ----------------------------------------------------- | ------- | ----- |
|                                                                  | Milo Đukanović                     | Partido de los Socialistas Democráticos de Montenegro | 180,274 | 53.90 |
|                                                                  | Mladen Bojanić                     | Independiente                                         | 111,711 | 33.40 |
|                                                                  | Draginja Vuksanović                | Partido Socialdemócrata de Montenegro                 | 27,441  | 8.20  |
|                                                                  | Marko Milačić                      | Verdadero Montenegro                                  | 9,405   | 2.81  |
|                                                                  | Hazbija Kalač                      | Partido de la Justicia y la Reconciliación            | 2,677   | 0.80  |
|                                                                  | Vasilije Miličković                | Independiente                                         | 1,593   | 0.48  |
|                                                                  | Dobrilo Dedeić                     | Lista Serbia                                          | 1,363   | 0.41  |
| Votos nulos/en blanco                                            | Votos nulos/en blanco              | Votos nulos/en blanco                                 | 5,998   | –     |
| Total                                                            | Total                              | Total                                                 | 340,462 | 100   |
| Votantes registrados/participación                               | Votantes registrados/participación | Votantes registrados/participación                    | 532,599 | 63.92 |
| Fuente: DIK Archivado el 21 de junio de 2018 en Wayback Machine. |                                    |                                                       |         |       |